# ニザーミー・アルーズィー
ニザーミー・アルーズィー（ペルシア語: نظامی عروضی、生没年不詳）は、西暦1110年から1161年にかけて活躍した詩人・散文家。『四つの講話』の著者として知られる。その他にも著作があったらしいが完全な形で残っているものは『四つの講話』だけである。ラカブはアブル・ハサン・ニザームッディーン、イスムとナサブはアフマド・ビン・ウマル・ビン・アリー、ニスバはニザーミー・アルーズィー・サマルカンディー（Abu’l-Ḥasan Neẓām-al-Dīn (or Najm-al-Dīn) Aḥmad b. ʿOmar b. ʿAlī Neẓāmī ʿArūżī Samarqandī）と伝わる。アルーズィーは「韻律の扱いに巧みな人」程度の意味である。
ニザーミーの生涯について、『四つの講話』の中に書かれていること以外に知られていることは、何もない。ニザーミーは、ニスバからサマルカンド出身と推測される。サマルカンドに住んでいたころ、マー・ワラー・アンナフルのデフカーンの一人であったアービディーという人物（Abu’l-Rajaʾ Ahmad b. ʿAbd-Al-Ṣamad ʿĀbidī）から、ルーダキーがどのようにしてサーマーン朝のアミール、ナスル・ビン・アフマドと彼の町ブハラを誉め、アミールから返礼として褒美を得たかという話を聞いた。アービディー自身はその話を自分の祖父から伝え聞いたという。ニザーミーは、ゴール朝の王家であるシャンサブ家の宮廷に仕えた。その前はマー・ワラー・アンナフル地方からホラーサーン、バルフを遍歴していた。
45年間ゴール朝に仕え、1156-57年頃『四つの講話』を執筆し、同朝の王子アブールハサン・フサームッディーン・アリーに捧げた。アルーズィー自身の言によると、ウマル・ハイヤームと出会ったのは1112年頃、バルフにおいてのことで、奴隷商人通りにあったある人物の家での宴会の時のことであったらしい。

## 『四つの講話』
『四つの講話』は彼の書作のうち、唯一現存しているものである。
この書は本来『逸話集』（『マジュマウン・ナワーディル』）の書名で知られていたが、内容が四種の講話集からなっているため『四つの講話』と呼び習わされるようになったという。本文は書記・詩人・占星術師・医師に関する逸話がそれぞれ10編ほど集められている。人名・年代にいくつかの間違いがあり扱いには注意を要するが、特に詩人に関してはウマル・ハイヤームの他、フィルドゥスィーら著名な詩人の逸話が取り上げられ、貴重な史料となっており、また医師に関してもイブン・スィーナー、ラーズィー等の逸話が収録されている。本書はイングランドの詩人エドワード・フィッツジェラルドがウマル・ハイヤーム『ルバイヤート』を訳した際、彼の逸話を本書から採ったため有名となり、英訳、仏訳、伊訳、スウェーデン語訳、和訳が存在する。
アルーズィーは、『四つの講話』の序文で、自然科学、認識論、政治に関する問題について詳しく述べている。序文にある「宇宙誌について」は対比的な二行が連句となっていて、ありとあらゆることが二元論的に対置されている。また、アルーズィーは、いわゆる言語的記号体系としての「ラング」のようなものが物事を順序付け、何よりも大きなものであるというイスラーム神学的思想を披瀝する。ここでは、この物事を順序付ける記号体系こそが神であり、不滅にして、古代ペルシア思想における正統なるシャーハーンシャーであるという考えが、ムスリムの語彙で語られる。また、アルーズィーの社会階層に関する考え方は、ペルシア的思惟のみならず、プラトンの『国家論』の影響も顕著である。